# Кулаєва Агунда Єлканівна
Агу́нда Єлканівна Кулаєва (нар.. 29 грудня 1975, Орджонікідзе, Російська РФСР, СРСР) — російська оперна співачка (мецо-сопрано), з 2014 року солістка московського Великого театру. Заслужена артистка РФ (2018).

## Біографія
Народилася 1975 року в м. Орджонікідзе (нині Владикавказ), в осетинській родині народного артиста Росії, оперного та естрадного співака Єлкана Володимировича Кулаєва (1935—2002) та оперної співачки Ірини Борисівни Кулаєвої.
У 1993—1996 роках навчалася у Владикавказькому училищі мистецтв на відділенні диригування (клас Т. А. Хосроєва). У 1996—2005 роках навчалася в Ростовській державній консерваторії ім. С. В. Рахманінова на факультеті хорового диригування (закінчила у 2000 році) та на вокальному факультеті (закінчила у 2005 році). У 2003—2005 роках навчалася в Центрі оперного співу Галини Вишневської (клас Галини Вишневської)
2005 року була запрошена до Большого театру виконати партію Соні в опері С. С. Прокоф'єва «Війна і мир» (диригент — А. А. Ведерніков). Того ж року була запрошена до Московського театру «Нова опера» ім. Є. В. Колобова, в якому служила до 2014 року.
З 2009 року — запрошена солістка Новосибірського театру опери та балету, де виконала такі партії: Кончаківна («Князь Ігор» О. Бородіна), Кармен («Кармен» Ж. Бізе), Поліна (Пікова дама П. Чайковського), Любаша («Царська наречена» М. Римського-Корсакова).
З листопада 2014 року — солістка Большого театру. 15 липня 2015 року на історичній сцені Большого театру відбулася прем'єра опери Жоржа Бізе «Кармен», в якій Агунда Кулаєва виконала велику партію. У 2016 році виконала заголовну партію в опері «Кармен» (постановка Франка Дзефіреллі) на сцені «Арена ді Верона».
2017 року виконала партію Кончаківни в опері «Князь Ігор» (постановка Дмитра Чернякова) на сцені Нідерландської опери. 2018 року виконала партію Ульрики в опері «Бал-Маскарад» на сцені Ізраїльської опери. У 2019 році виконала заголовну партію в опері «Кармен» у Токійській опері та партію Преціозили в опері «Сила Долі» у Німецькій опері в Берліні.
Співпрацювала з такими диригентами, як Геннадій Рождественський, Володимир Федосєєв, Юрій Симонов, Володимир Мінін, Михайло Плетньов, Олександр Ведерніков, Туган Сохієв тощо.

## Родина
- Батько — Єлкан Володимирович Кулаєв (1935—2002), оперний та камерний співак (баритон), композитор, Народний артист Росії. Соліст Північно-Осетинського театру опери та балету (1969—2002).
- Мати — Ірина Борисівна Кулаєва (уродж. Третьяк) — оперна співачка (сопрано)
- Брат — Алан Єлканович Кулаєв (нар.. 1964) — оперний співак
- Сестра — Ася Єлканівна Кулаєва
- Чоловік — Олексій Татаринцев (нар.. 1981) — оперний співак (тенор), соліст Московського театру «Нова опера» ім. Є. В. Колобова з 2008 року.
  - Син — Данило
  - Дочки — Віолетта та Амелія

## Партії

### У Большому театрі
- Соня («Війна і мир» С. С. Прокоф'єва, 2005)
- Любаша («Царська наречена» М. А. Римського-Корсакова, 2014)
- Княгиня Еболі («Дон Карлос» Дж. Верді, 2014)
- Снігова Королева (Історія Каю та Герди С. Баневича, 2014)
- Кончаківна («Князь Ігор» О. Бородіна, 2014)
- Поліна («Пікова дама» П. І. Чайковського, 2015)
- Кармен («Кармен» Ж. Бізе, 2015)
- Лаура («Кам'яний гість» О. С. Даргомизького, 2016)
- Маргарита («Осуд Фауста» Г. Берліоза, 2016)
- Весна-Червона («Снігуронька» М. А. Римського-Корсакова, 2017)
- Марина Мнішек («Борис Годунов» М. П. Мусоргського, 2019)

### Решта репертуару
- Марина Мнішек («Борис Годунов» М. П. Мусоргського)
- Азучена («Трубадур» Дж. Верді)
- Графіня, Поліна та Гувернантка («Пікова дама» П. І. Чайковського)
- Любаша, Дуняша («Царська наречена» М. А. Римського-Корсакова)
- Женя Комелькова («Зорі тут тихі» К. Молчанова)
- Арзаче («Семіраміда» Дж. Россіні)
- Кармен («Кармен» Ж. Бізе)
- Даліли («Самсон і Даліла» К. Сен-Санса)
- Княгиня Еболі (Дон Карлос Дж. Верді)
- Соня («Війна та мир» С. С. Прокоф'єва)
- Кончаківна («Князь Ігор») О. П. Бородіна)
- Лель («Снігуронька» М. А. Римського-Корсакова)
- Ольга («Євгеній Онєгін» П. І. Чайковського)
- Ратмір («Руслан та Людмила» М. І. Глінки)
- Дзіта («Джанні Скіккі» Дж. Пуччіні)
- Попелюшка (Попелюшка) Дж. Россіні)
- Сантуцца, Лола («Сільська честь» П. Масканьї)
- Маддалена («Ріголетто» Дж. Верді)
- Фенена («Набукко») Дж. Верді)
- Флора (Травіата) Дж. Верді)
- Марфа (Хованщина) М. П. Мусоргського)
- Амнеріс («Аїда» Дж. Верді)
- партія меццо-сопрано у Реквіємі Дж. Верді.

## Нагороди
- Заслужена артистка РФ (2018)[1]
- Заслужена артистка Республіки Північна Осетія-Аланія (2015).
- Лауреат III премії Міжнародного конкурсу молодих оперних співаків ім. Бориса Христова (Софія, Болгарія, 2009)[3]